# علامة تجارية شخصية
العلامة التجارية الشخصية (بالإنجليزية: Personal Branding)‏ هي عبارة عن مصطلح يكتسب قدراً متزايداً من الأهمية في الآونة الأخيرة، وهذا في حد ذاته يعدُّ مؤشراً جيداً لتبنّي هذه الأداة على نطاق واسع كوسيلة لتعزيز القدرة التنافسية والتمييز على حدٍ سواء داخل سوق العمل. نحن جميعنا أفرادٌ متميزون عن بعضنا، وخليط الشخصيات المختلفة مُقترناً بمؤهلات ومهارات مختلفة يسمح لنا بالحفاظ على التميُّز عن الآخرين، ومع ذلك، من أجل إقناع صحاب العمل بهذه الصفة، فأنت بحاجة إلى امتلاك علامة تجارية شخصية قوية. ولكي تضع نفسك موضعاً قوياً من شأنه تحسين نوعية الأعمال التي يقوم بها صاحب العمل، عليك أن تكون قادراً على إثبات القيمة المضافة التي يمكنك تقديمها دون أحدٍ سواك- ينبغي أن تنطوي العلامة التجارية الشخصية على أفضل المهارات والشغف والمساهمات والإنجازات والمؤهلات الأكاديمية الخاصة بك التي قد تكون محطّ احترام وتقدير المدراء والزملاء.

## العلامة التجارية
العلامة التجاريه: هي الوعد الذي تقدمه لعملائك وما عليهم ان يتوقعو من منتجاتك أو خدماتك وما يعرف الشركة ليتذكرها العملاء.
ويمكن القول بان العلامة التجاريه هي الرسالة التي تحمل الوعد بالجودة وسمعة الشركة.

## كيف تصنع علامتك التجارية الشخصية؟
كيف أصنع براند خاص بي؟  يُطرح هذا السؤال كثيرًا من قِبل الأفراد الساعين لترك بصمة مميزة في العالم الرقمي أو في مجالاتهم المهنية. 
لصناعة علامة تجارية شخصية فعّالة، يُنصح باتباع الخطوات التالية:
1. حدد هويتك بوضوح.
2. راجع حضورك على الإنترنت.
3. أنشئ محتوى ذا قيمة.
4. تفاعل مع جمهورك.
5. كُن مُتسِقًا.

## طبيعة الارتباطات مع العلامة التجارية
1. لفظي: قليلا ما نرفق وصف لفظي لملاحظاتنا عند ادخالها للذاكرة.
2. مرئي:1/3 المنبهات التي تصل إلى عقولنا تكون مرئيه.
3. حسي:التجارب الناشئه عن الحواس الخمس.
4. ارتباط عاطفي: تجارب مع العلامة اتجاريه يحث ردود فعل عاطفيه، مثل الفرح والحزن.

## معيار تقييم العلامات التجارية
1. التفرد ومدى اختلافها عن منتجات أخرى من نفس الفئة.
2. الرسالة مركزه وموجهه لفئة محدده ولا يمكن نسيانها
3. ان تتمتع العلامة التجاريه بالمصداقية.
4. الاستمرارية والاتساق في الجوده والقيمة المقدمة.
5. النمو والتطور
6. ان تكون قوية بشكل كاف لاختيارها بدلا من غيرها.

## وسائط نقاطالاتصال
1. شعارلتعزيز تذكرنا
2. اعلانات للتواصل
3. المواقع الاكترونيه
4. التسويق الخارجي.
5. تزكيات المنتج
6. الفعاليات والانشطه
7. الرعايات

- بيان المكانة السوقيه للعلامه التجارية:

بيان مركز وفريد من الشركة عن علامتها التجاريه حول كيف يريدون ان يراهم العملاءويشتمل على:
-الاختصاص وفئة المنتج.
-الخدمة والشيء الذي يقدموه للعملاء.
-الفئة المستهدفه من العملاء.
-الميزات الاساسية التي تميزها عن غيرها.

## العلامة التجاري في المجال المهني
هو كيفية ادراك الاشخاص من حولنا في عالم الأعمال لنا ولمسارنا المهني.
- العلامة التجارية الاجتماعية:

هي الصورة التي يراك بها من لا يعرفك عبر الانترنت.
- شبكات التواصل الاجتماعي: هو كيفية انخراط الناس ببعضهم ومشاركتهم بالمحتوى عبر الإنترنت للمشاركه والإيجاد والانتماء.
- البصمة الاكترونية: هي الاشياء التي تتشارك بها عبر الإنترنت وبصمتك الالكترونية تمثل من أنت وماذا تمثل مثل:

-اخبار الاخرين ما تريدهم ان يعرفوه عنك.
-تخبرهم بالصورة التي تود ان يروك بها.
-تريهم ما ترغب بان يشاهدوه.
- أي شيء عنك على الإنترنت سيبقى للابد وسيساهم بجزء كبير من بناء العلامة التجاريه.
- أنواع الوظائف:

1-وظائف معلنه: معلنه للكل بكل تفاصيلها.
2-وظائف غير معلنه: لا يعلن عنها كليا.
اما الوظائف المعلنه يستخدمون:
-الصحف والاعلانات.
-المحلات التجاريه.
-مواقع التوظيف ومحركات البحث.
-صفحة الشركات الخاصة للتوظيف.
-وكالات التوظيف.
-شبكات التواصل الاجتماعي.
_لماذا تعد شبكات التواصل الاجتماعي مفيده للباحث عن عمل؟
1-المعلومات فورية والوظائف حديثه.
2-تظهر تخصصاتك وتميز نفسك لاشخاص أكثر وباساليب ابداعية متعدده.
3-عناوين الاتصال والتواصل مباشر.
4-المحادثة باتجاهين من الموظف.

## التشبيك عبر شبكات التواصل الاجتماعي
هو عبارة عن بناء علاقات نافعه مشتركة مع الاخرين بشكل متواصل.
ويجب علينا القيام بالتشبيك أو بناء الشبكات لان الاشخاص يحبون:
-يتواصلون مع اشخاص مألوفين بالنسبة لهم.
-إنشاء عمل مع اشخاص يعرفونهم ويثقون بهم.
- ومن مبادئ عملية التشبيك:

1-قانون الوفرة: أي ان هناك الكثير من الفرص للجميع.
2-قانون المعاملة بالمثل: أي ان ما تعطيه يعود لك بعشرة اضعاف النفع.
3-قانون العطاء من غير توقع المقابل: أي ان تقدم الخير للمساعدة على انجاز هدفهم وليس لانتظار المقابل.
4-قانون التاثير الغير المباشر: أي الاهتمام بهم بشكل غير مباشر.

## علامتي التجارية الجديدة
عند تشكيل علامة تجارية شخصية يجب ان تتاكد من:
1-انك شخص مختلف ولا يشبهك أي شخص اخر في مجالك.
2-انك متفوق على أي شخص اخر في مجالك وتقدم قيمة أكبر وأفضل من الاخرين.
3-انك تمتلك الاصالة فانت صاحب مصداقية وثقة في ما تقدمه من وعد.
- خطوات لانشاء العلامة التجارية الشخصية:

1-تحديد الرؤية والهدف المهني.
2-ما القيم التي تؤمن بها.
3-ما هو شغفك بالحياة؟
4-ماهي الاهداف الكبرى خلال فترة زمنية.
5-تحديد نقاط القوة الاساسية لديك.
6-تحديد الفئة المستهدفة.
7-كتابة 20 صفة تعتقد انها تصف فيها نفسك.
8-اختصار ال 20 صفة إلى 10 صفات وثم إلى 4 صفات فقط.
9-الحصول على ملاحظات حول نظرت الاخرين اليك من الاشخاص الاقرب اليك.